# Dyrzela frontalis
Dyrzela frontalis är en fjärilsart som beskrevs av Walker 1864. Dyrzela frontalis ingår i släktet Dyrzela och familjen nattflyn. Inga underarter finns listade i Catalogue of Life.